# 戦争と平和 (1967年の映画)
『戦争と平和』（せんそうとへいわ、Война и мир）はロシアの文豪レフ・トルストイの代表作の1つである大河歴史小説『戦争と平和』を映画化した作品。1965年から1967年にかけて公開されたソビエト連邦の歴史映画の4部作であり、戦闘シーンに12万人を超すエキストラが動員されて、セリフのある役が559人の出演者、当時のソ連が国を挙げて国家事業として製作撮影して全4部で上映時間が6時間半を超す超大作の映画である。
監督・脚本・主演はセルゲイ・ボンダルチュク。第4回（1965年）モスクワ国際映画祭最優秀作品賞をはじめ、第41回米国アカデミー賞外国語映画賞など、様々な映画賞を受賞している。
この作品は4部構成で製作されたが、日本では第1部と第2部は「第一部」、第3部と第4部は「完結篇」として2つに分け、第一部（210分）は1966年7月23日に、完結篇（177分）は翌1967年11月23日にロードショー公開された。

## ストーリー
原作に対して、ピエール、アンドレイ、ナターシャの3人に絞った構成になっており、他の登場人物のエピソードはかなり削られている。

### 第1部 アンドレイ・ボルコンスキー
1805年のペテルブルクの社交界。ナポレオンのフランス軍は帝政ロシアの国境に迫っていた。ナポレオンびいきのピエール・ベズーホフはベズーホフ伯爵の私生児で、将来の進路を決められないまま、仲間の貴族たちと放蕩生活にふけっていた。しかし、父伯爵が亡くなり、莫大な財産を受け継ぐことになる。勧められるままエレンと結婚するが、妻の放蕩ぶりに悩まされたピエールは、妻の愛人とされるドーロホフと些細なことをきっかけに決闘し、相手に重傷を負わせてしまう。結果、元々財産目当てだった妻・エレンとの夫婦関係は破綻する。一方、ボルコンスキー公爵家の嫡子でピエールの友人であるアンドレイ・ボルコンスキーは、ナポレオンのフランス軍とのアウステルリッツの戦いに赴き、クトゥーゾフ将軍の副官として激戦のなか中隊を率いて戦ったが士気が上がらず、軍旗を掲げて敵中に躍り込んだが負傷して倒れる。その姿を見た敵将ナポレオンは美しい死と讃える。命を取り留めフランス軍の捕虜となったアンドレイは人生の空しさを知る。九死に一生を得て、父のもとへ帰ってきたが、この時彼の子を身ごもっていた妻リーザは正気を失い、出産直前に生還した夫の顔も見分けられぬまま死んでゆく。アンドレイは生きることへの望みを失い、世間から隠れて暮らそうと考える。
前半は原作の第一巻、後半は第二巻第一部に相当する内容になっている。

### 第2部 ナターシャ・ロストワ
1810年、ロストフ伯爵の令嬢ナターシャは18歳を迎え社交界にデビューして初めて舞踏会に出席し、アンドレイとワルツを踊り、二人はお互いに一目惚れした。やがてアンドレイはロストフ家を訪れてナターシャに結婚を申し込む。しかし頑迷な父公爵によってナターシャがまだ若いために一年間の猶予がつけられ、アンドレイはその間に外国旅行に出発する。しかし、この一年は彼女にはあまりにも長過ぎた。不安と焦燥にかられるようになった。そんな時に家族とモスクワの劇場で観劇中、エレンの弟のアナトリーと出会い、その熱烈な求愛に負け、外国への駆け落ちを決心する。その企ては姪のソーニャがピエールに伝えて、ピエールがアナトリーをペテルブルクから追放し、そして彼に妻がいることをナターシャに伝えたことで全てが終わった。ナターシャは絶望の余り自殺を図るが幸い未遂に終わり、アンドレイに婚約を取り消す手紙を送る。やがて外国から戻ってきたアンドレイは手紙を彼女に返すようにピエールに頼み込む。ピエールは重い気持ちでロストフ家に向かう。ここで傷心のナターシャを優しく労わり、また涙で叱りながら生来の不器用さから心の高ぶりを抑えきれず愛を告白する。ロストフ家を出て、外に待つ馬車に乗った時、暗い夜空に白く長い尾を引きながら巨大な彗星が現れた。1812年のハレー彗星は世界の終りを予言したとされるが、ピエールの涙に濡れた目には新しい人生に向かって開花しようとする素晴らしい白い光に映っていた。
原作の第二巻第二部から第五部までに相当する内容になっている。ただし、ピエールがナターシャに想いを告白するのは、ナターシャが自ら引き起こしたスキャンダルによる心労で病に伏せた後で、原作では第三巻第一部である。

### 第3部 1812年
1812年、ナポレオンがロシアに侵攻する。フランス軍に敗戦続きのロシア軍は再度クトゥーゾフ将軍を司令官に迎える。モスクワを目指すナポレオンを迎え討つため、ボロジノで運命をかけた戦いが始まった。ナターシャとの愛に破れたアンドレイは祖国愛に燃えて自己の全てを賭けて出征し、ピエールも軍隊に馳せ参じるのではなく、これまでの無益な人生を清算するために１人で戦場に赴く。ここに両軍合わせて20万人を超す兵力が激突したボロジノの戦いが始まる。アンドレイは重傷を負う。ピエールも従軍し戦争の凄まじさ、恐ろしさ、非情さを知る。両軍とも半数近い兵力を失うほど激戦であった。夜が訪れた時、何万という死体の山、負傷者のうめき、硝煙と血の匂いが立ち込める。救護所でアンドレイは兵士が片脚を切断されているところを見た。そしてその兵士が
アナトリーであることに気が付いた。苦悶する彼の顔を見てもはや憎しみの感情は湧かなかった。
本編は大半がボロジノ会戦の壮大な戦闘シーンで占められて、原作の第三巻第二部に相当する内容である。

### 第4部 ピエール・ベズーホフ
フランス軍がモスクワに迫り、クトゥーゾフ将軍はモスクワを死守するか、退却するかの決断を迫られた。小さな少女が見つめる中で将軍たちの作戦会議で一部の反対を押し切ってクトゥーゾフはモスクワを放棄することを決意する。モスクワの市民たちは先を争って避難を開始した。ロストフ家も多くの市民とともにモスクワ市街を撤退するが、ピエールは農民に身をやつして街に残る。ナポレオンを殺すつもりであった。フランス軍がモスクワ入城の後に市内は略奪をほしいままの暴徒の街と化した。やがて義憤にかられ抵抗したピエールは放火容疑でフランス軍に捕まり死刑の宣告を受けるが、フランス軍士官ランバール大尉のおかげで危うく処刑は逃れる。
一方危篤状態で避難してきたアンドレイは、避難した所でナターシャと再会し、ナターシャが許しを請うとアンドレイは「僕は前よりももっと強く深く愛しています」と語り、2人はお互いの愛を確かめあう。しかし数日後アンドレイは全てを許して息絶える。クトゥーゾフはナポレオンの降伏勧告を無視し続け、モスクワでフランス兵の放火から市街が大火に見舞われて、士気が乱れるままになってナポレオンの焦燥と危機感は増すばかりであった。そしてついにナポレオンは何の成果を得ることなくモスクワからの退却を決断する。ナポレオン撤退の報せを受けたクトゥーゾフ将軍はひれ伏して神に感謝した。ここからロシア軍が反撃を始める。
フランス軍の捕虜になっていたピエールは同じ捕虜となった農民兵のプラトン・カラターエフと知り合う。何事も運命に逆らわず、利口ぶらず、単純素朴に生きる彼の考え方に死線を乗り越えてきたピエールは深い感銘を受け、フランスに連行される途中に力尽きてカラターエフは射殺されるが、人間の生命力の尊さを知り、迷いが吹っ切れていく。
ナポレオンの軍隊はやがて冬将軍の訪れとともに寒さと飢えと執拗なロシア軍の追撃に、雪崩をうって敗走する。ピエールはやがて解放されるが、ナターシャの弟ペーチャはフランス軍追撃の闘いで戦死する。ついにナポレオンは自軍を見捨てて行った。捕虜となったフランス兵の中にランバール大尉がいた。彼はロシアの兵隊たちから「みんな同じ人間だ」と、酒食をふるまわれる。
ロシアが勝利の喜びに湧いていた時にピエールはモスクワに戻って来た。彼は人間は幸福のために生まれてきた存在であることを実感として悟った。やがてピエールはアンドレイの妹マリヤを訪ね、アンドレイの話を始めると、隣の喪服姿の女性が笑顔を見せていることに気づいた。それはナターシャであった。そして二人は初めて会ったときから変わらぬ愛を確認するのであった。

原作の第三巻第三部から第四巻までに相当する内容になっている。ただし原作にあるエピローグはなく、ピエールとナターシャが再会することで結ばれることを示唆して映画は幕を閉じる。

## キャスト
| 役名                             | 俳優                                              | 日本語吹替  | 日本語吹替 |
| 役名                             | 俳優                                              | NETテレビ版 | VHS版 |
| -------------------------------- | ------------------------------------------------- | ----------- | --- |
| ピエール・ベズーホフ             | セルゲイ・ボンダルチュク                          | 小山田宗徳  | 大塚国夫 |
| ナターシャ・ロストワ             | リュドミラ・サベーリエワ                          | 二木てるみ  | 伊藤幸子 |
| アンドレイ・ボルコンスキー公爵   | ヴャチェスラフ・チーホノフ                        | 井上孝雄    | 納谷悟朗 |
| エレン・クラーギナ               | イリーナ・スコブツェワ                            | 水城蘭子    | 柳川慶子 |
| マリヤ・ボルコンスカヤ           | アントニーナ・シュラーノワ                        |             | 平井道子 |
| リーザ・ボルコンスカヤ           | アナスタシア・ヴェルチンスカヤ                    |             | 大原真理子 |
| イリヤ・ロストフ伯爵             | ヴィクトル・スタニツィン                          | 宮川洋一    | 宮川洋一 |
| ナターリャ・ロストワ             | キーラ・イワーノワ＝ゴロフコ                      |             | 牧野和子 |
| ソーニャ・ロストワ               | イリーナ・グバーノワ                              | 上田みゆき  | 小宮和枝 |
| ニコライ・ボルコンスキー老公爵   | アナトリー・クトーロフ                            | 久松保夫    | 梶哲也 |
| ワシーリ・クラーギン公爵         | ボリス・スミルノフ                                | 島宇志夫    | 仁内建之 |
| アナトリー・クラーギン           | ワシリー・ラノヴォイ                              | 広川太一郎  | 西田健 |
| ドーロホフ                       | オレグ・エフモレフ                                | 穂積隆信    | 佐古正人 |
| ミハイル・クトゥーゾフ           | ボリス・ザハーワ                                  | 河村弘二    | 熊倉一雄 |
| バグラチオン将軍                 | ギウリ・チョホネリーゼ                            |             | 村越伊知郎 |
| ナポレオン・ボナパルト           | ラジスラフ・ストルジェリチク                      | 小林修      | 阪脩 |
| アンナ・パーブロヴナ・シェーレル | アンジェリーナ・ステパノワ                        |             | 瀬能礼子 |
| ニコライ・ロストフ               | オレグ・タバコフ                                  |             | 後藤哲夫 |
| ペーチャ・ロストフ               | コーリャ・コージン（幼少期） セルゲイ・エルミロフ |             | 山下啓介 |
| プラトン・カラターエフ           | ミハイル・フラブロフ                              |             | 平野稔 |
| ダヴー                           | ボリス・モルチャノフ                              |             | 佐々木敏 |
| 配役不明                         |                                                   | 納谷悟朗    | 沼波輝枝 槐柳二 島美弥子 沢りつお 有田麻里 八代駿 小川隆市 丸岡奨詞 柏木隆太 大沢一彰 島田敏 竹本純平 林一夫 永井寛孝 山本精二 伊沢弘 山崎哲也 田中真弓 |
| ナレーション                     | -                                                 | 矢島正明    | - |

- NETテレビ版：初回放送1974年2月17日・24日・3月3日『日曜洋画劇場』(21:00～22:55)※3週に分けて放送。再放送『CINEMAだいすき!』他
  - 演出：春日正伸
- VHS版
  - 演出：ほしのたかし、翻訳：狩野亨、台本：大野隆一、製作協力：テアトル・エコー、制作：東宝株式会社

## 製作
構想を練ったのは1955年で、実際に製作に入ったのは1960年から、撮影は1962年からで1962年9月7日のボロジノ会戦150周年祭の当日に約12万5000人の軍隊を動員して、ボロジノの現地のロケから始まった。また、製作費は3,260万ルーブル(当時のドル換算で約3,600万ドル・130億円)であった。因みに1960年代当時の映画では「ベン・ハー」が1,500万ドル(54億円)、「史上最大の作戦」が1,200万ドル(43億円)、「クレオパトラ」が4,000万ドル(154億円)の製作費であった。しかしこの映画には当時のソ連が国家事業として製作に全面的に関わっており、公表された製作費以外にも経費がかかったが、ソ連政府の全面的な協力により資金には苦労しなかった。その後の物価の上昇度合いから換算すると、2005年時点の7億ドルに相当し、史上最も製作費のかかった映画とされる。国家事業として製作されたので、戦闘シーンには馬を約1,500頭、合計12万4,533人に及んだエキストラやスタントはソ連軍の兵士を動員することができた。特に1812年のボロジノの戦いを再現したシーンは、製作費の三分の一にあたる約1,200万ルーブル(約48億円)を投入して、実際に戦闘が行なわれた場所を用いて撮影されており、撮影に2年、撮影後の編集作業等に1年を要している。なお、戦闘シーンの撮影では映画史上初めて遠隔操作カメラが用いられ、300mの長さのワイヤに添って動くカメラで上空から撮影された。使ったフィルムは513万フィートで映写すれば約760時間。1行でもセリフがある役で559人（原作でも559人が登場する）、重要な役を演じる俳優だけで36人が起用され、登場人員は戦闘シーンのエキストラを含めて延べ59万5,798人で映画史上空前絶後のスケールと言われた。
本国ソ連では1966年から1968年の間に1億3500万人を超える人々がこの映画を観たとされ、また、世界117カ国の劇場で公開された。
ピエールの妻エレンを演じたイリーナ・スコブツェワは、ピエール役で監督のセルゲイ・ボンダルチュクの妻である。

### ヒロイン選び
「戦争と平和」と言えばナターシャ。かつて米国で製作された映画ではオードリー・ヘップバーンが演じたが、この映画ではそれまで全くの素人が抜擢された。既成の女優ではトルストイのイメージにピッタリあう人がいなかったので、ソ連文化省が芸術のあらゆる分野の少女を調べてその候補者を数百人選び出した。その中から、レニングラードのバレー学校を卒業したばかりでやがてはレニングラード・バレーのプリマドンナに嘱望されていたリュドミラ・サベーリエワが候補者リストから浮かび上がり、スクリーンテストを受けて、誰もが「彼女こそナターシャだ」と思わず叫んだという。結局撮影は丸4年以上かかり、彼女も17歳から21歳までの間撮影に入っていた。なお彼女はその後、イタリア映画でヴィットリオ・デ・シーカ監督、ソフィア・ローレン、マルチェロ・マストロヤンニ主演の「ひまわり」でマストロヤンニのソ連での妻役で出演している。

## その他
- 1966年（昭和41年）6月19日、第一部の日本公開のため、監督でピエール役のセルゲイ・ボンダルチュク、ナターシャ役のリュドミラ・サベーリエワ、アンドレイ役のヴァチェスラフ・チーホノフ、エレン役のイリーナ・スコブツェワが来日。翌日の6月20日には、東京都港区にある東京プリンスホテルで記者会見を行った。リュドミラ・サベーリエワの人気は高く、プレゼントされた着物を着て振袖姿を披露したりしている。彼女は「どっちを向いてもカメラのレンズだらけ」と嘆くこともあったが笑顔で応じていた。
- 日本でのテレビ初放映として1974年2月に日曜洋画劇場で3回に分けて放送されている。また、NHK BSプレミアムで2012年1月30日から同年2月1日まで放送され、その際のハイビジョン版と同じ素材を用いたDVDが発売されている[11]。日本語吹き替え版はいずれのバージョンも未収録。

## 作品の評価

### 映画批評家によるレビュー
Rotten Tomatoesによれば、18件の評論の全てが高く評価しており、平均して10点満点中8.97点を得ている。

### 受賞歴
第4回モスクワ国際映画祭
最優秀作品賞
第41回米国アカデミー賞
外国語映画賞
第26回ゴールデングローブ賞
外国語映画賞
ナショナル・ボード・オブ・レビュー賞 (1968)
外国映画トップ1
第34回ニューヨーク映画批評家協会賞
外国語映画賞